# Kubáň

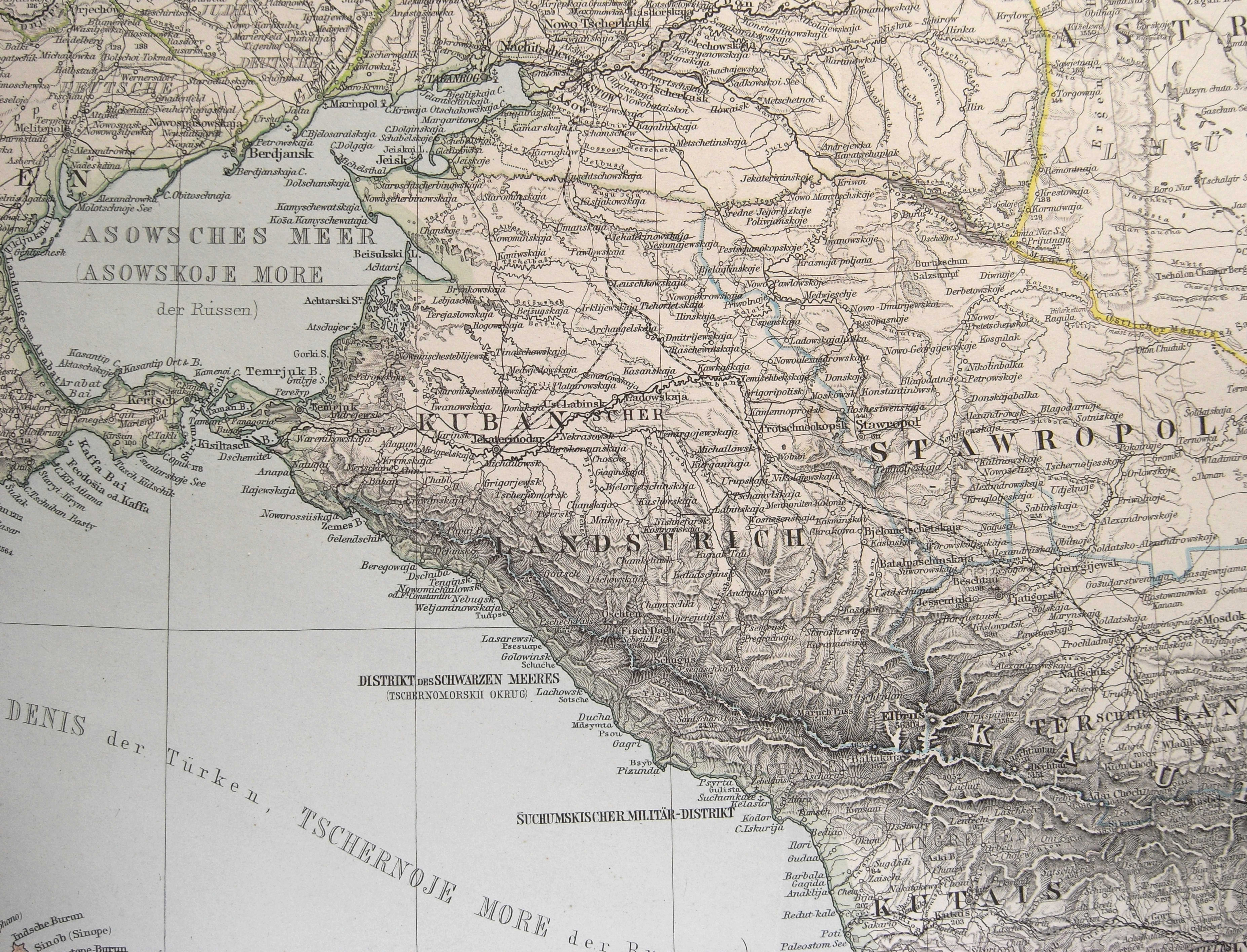
Kubáň

Kubáň (rusky a ukrajinsky Кубань / Kubaň) je historický region v dnešním jižním Rusku spojený s dějinami Kozáků.  Kozáci jsou převážně východoslovanské pravoslavné svazy svobodných obyvatel, zemědělců a válečníků pocházející z ukrajinských a jihoruských stepí. Rozkládá se na březích Azovského a Černého moře na území Krasnodarského kraje a republiky Adygejsko, částečně též zasahuje do Stavropolského kraje, republiky Karačajsko-Čerkesko a Rostovské oblasti. Jeho středem protéká řeka Kubáň. Povrch tvoří převážně rovinaté stepi.

## Dějiny
V době Byzantské říše a Chazarské říše sem ze severu přicházeli Slované, kteří v 10. století ovládli důležité středisko Tmutarakaň. Koncem 18. století se zde usídlilo Kozácké černomořské vojsko a zbytek rozehnané Záporožské Siče. V letech 1918–1920 zde existovala kozácká Kubáňská národní republika jako součást samostatné Ukrajiny. Poté bylo celé území násilně přičleněno k RSFSR a rusifikováno. Z ukrajinského obyvatelstva, které převládalo, zbyla v současnosti již jen zhruba 3% menšina.

## Obyvatelstvo
Obyvatelstvo podle sčítání lidu v roce 1897 činilo 1 472 548 obyvatel, z toho, dle rodného jazyka, majoritní Ukrajinci 915 450 (62 %) a minoritní Rusové 498 102 (33 %). Mezi menšiny se dále k Rusům řadila už jen menší uskupení, především Arméni (21 023), Němci (7255) a Řekové (5747), a dále například Poláci (2611) a Židé (2000). Zajímavostí je, že zde žilo 212 lidí hlásících se k české a slovenské národnosti.